# Jezero (Vukosavlje)
Pour les articles homonymes, voir Jezero.
Jezero (en serbe cyrillique : Језеро) est un village de Bosnie-Herzégovine. Il est situé dans la municipalité de Vukosavlje et dans la république serbe de Bosnie. Selon les premiers résultats du recensement bosnien de 2013, il compte 372 habitants.